# Salsa vierge

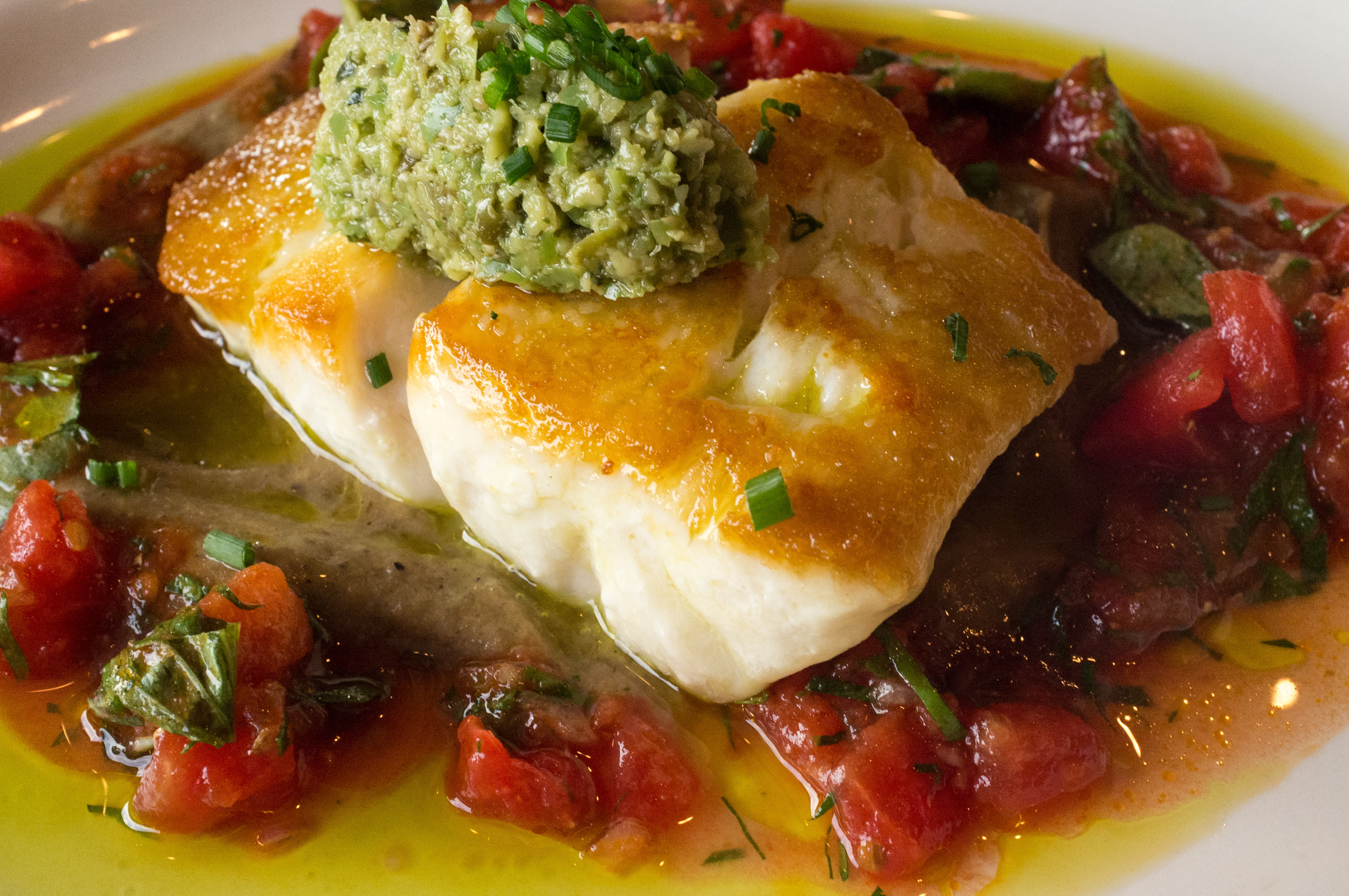
Besugo rojo con salsa vierge acompañado de pasta de aceitunas y un puré de berenjenas.

La salsa vierge (del francés sauce vierge; pronunciado /vjɛʁʒ/; 'salsa virgen'), es una mezcla de un medio graso con un medio ácido que se aromatiza con alguna hierba. La salsa se emplea en platos de pescado o marisco, en algunas ocasiones con pasta y verdura (generalmente alcachofas). Esta salsa se popularizó en Francia gracias al cocinero Michel Guérard.

## Preparación
Se trata de una salsa en la que un aceite vegetal caliente (como puede ser el aceite de oliva), se acidifica con zumo de limón y se aromatiza con semillas de coriandro, fenogreco, albahaca y tomates.
Dependiendo de la temperatura del aceite los ingredientes se infusionan (temperatura alta) o se maceran (temperatura baja).